# Vicarius Filii Dei
Vicarius Filii Dei (latino: Vicario del Figlio di Dio) è un titolo usato per la prima volta in un falso medievale noto come la Donazione di Costantino per riferirsi a San Pietro, considerato come il primo Papa dalla Chiesa cattolica. Molti giuristi medievali hanno affermato che il titolo dovesse applicarsi anche a tutti i papi, successori di Pietro e indicasse il diritto del papa di esercitare un potere temporale superiore anche a quello dell'imperatore in quanto rappresentante di Cristo in terra. Durante i passati quattro secoli il titolo è stato motivo di controversie e di polemiche anti-cattoliche.

## Origine del titolo
Il titolo Vicarius Filii Dei compare per la prima volta nella Donazione di Costantino, un documento oggi datato tra l'ottavo e il nono secolo d.C. La redazione di questo falso documento potrebbe aver avuto due scopi: o di legittimare il potere temporale dei papi o di legittimare l'impero carolingio, costituito proprio grazie ad una incoronazione papale. La prima ipotesi è la più nota, mentre la seconda è suggerita dal fatto che la notizia dell'esistenza della donazione di Costantino e il documento stesso sono comparsi inizialmente proprio in Francia, dove in quello stesso periodo furono redatti numerosi altri documenti falsi.
Secondo l'Enciclopedia Cattolica "molti dei recenti studi critici del documento [cioè della "Donazione di Costantino"] situano la sua composizione a Roma e ne attribuiscono la contraffazione ad un ecclesiastico, il loro principale argomento è essenzialmente uno solo: questo falso documento fu composto a favore dei papi e della Chiesa di Roma, dunque Roma stessa deve aver avuto il principale interesse nell'eseguire un falso, il cui scopo è espresso così chiaramente". 
Essa, però, continua affermando: "Grauert, per cui il falsario è un soggetto franco, condivide l'opinione di Hergenröther, cioè che il falsario aveva in mente la difesa del nuovo Impero d'Occidente dagli attacchi bizantini. Perciò era molto importante per lui stabilire la legittimità dell'Impero appena fondato e questo scopo era particolarmente favorito da tutto ciò che il documento afferma a proposito della dignità papale".

## Uso del titolo
Graziano non inserì la "donazione di Costantino" nel suo Decretum, la collezione di leggi che è stata per secoli la base del diritto canonico, ma il documento vi fu aggiunto in seguito sotto il titolo "Palea". Esso fu incluso anche in qualche collezione dei canoni greci. Dubbi sulla sua autenticità furono avanzati per primo dal cardinale umanista Nicolò Cusano. Prove convincenti furono raccolte indipendentemente dall'umanista Lorenzo Valla e dal vescovo di Chichester, Reginald Peacocke. Essendo stato riconosciuto come falso dalla stessa chiesa cattolica nel 1592, non gode più di alcuna autorità dogmatica o canonica, anche se è stato utilizzato come tale per centinaia di anni nel lontano passato.
Autori protestanti, soprattutto avventisti, hanno affermato ripetutamente che i papi avrebbero fatto incidere il titolo Vicarius Filii Dei sulla propria tiara. Perfino un articolo del 18 aprile 1915, pubblicato dalla rivista cattolica Our Sunday Visitor diede credito a questa diceria, ma l'autore ritrattò successivamente la sua affermazione, confutata anche da un articolo apparso sulla stessa rivista nel 1922.

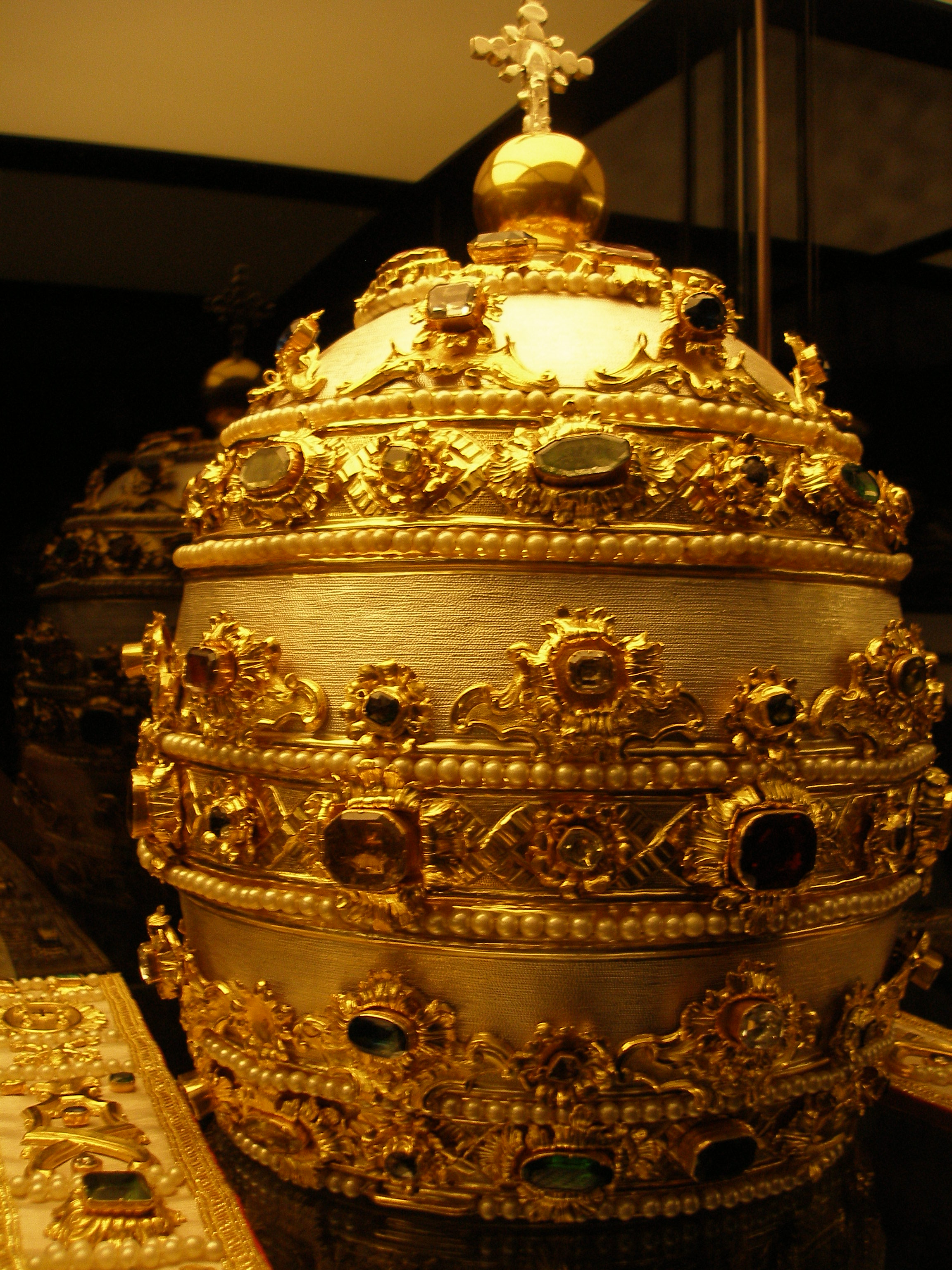
Un esempio di tiara papale. Contrariamente ad alcune dicerie, nessuna tiara ha mai avuto l'iscrizione Vicarius Filii Dei.

## Opinioni protestanti contro il papato
Alcuni protestanti di varie denominazioni vedono il papa come l'Anticristo, o come un anticristo. Una volta era una credenza comune fra i protestanti ed è ancora parte della confessione di fede di alcune Chiese protestanti, come quelle che appartengono al Luteranesimo Confessionale.
Come prova di questa tesi alcune denominazioni evangelicali, come  gli Avventisti del Settimo Giorno, hanno cercato di associare al papato il "numero della bestia" (666) dell'Apocalisse di Giovanni e hanno fatto notare che il titolo Vicarius Filii Dei, privato delle lettere non interpretabili come numeri romani e sommato, da 666, purché la "U" sia sostituita con una "V", come nelle lapidi latine. Per produrre 666, l'operazione di somma è la seguente: VICARIVS FILII DEI = 5+1+100+1+5+1+50+1+1+500+1 = 666.
Il più antico scrittore protestante nei cui scritti si parli del titolo Vicarius Filii Dei e della sua interpretazione apocalittica è Andreas Helwig. Nella sua opera Antichristus Romanus (Anticristo Romano), pubblicata nel 1612, egli prende 15 titoli in ebraico, greco e latino e computa il loro equivalente numerico in quelle lingue, arrivando al numero 666 menzionato nel libro dell'Apocalisse. Di tutti questi titoli, egli sottolineò Vicarius Filii Dei, usato nella Donazione di Costantino, affermando che esso soddisfaceva "tutte le condizioni che [il Cardinale] Bellarmino aveva finora richiesto". Oltre ad essere in latino, l'epiteto "non era offensivo o vile", ma piuttosto fu "onorato da proprio questo".
Helwig riteneva che il titolo fosse un ampliamento del titolo storico Vicarius Christi, piuttosto che un titolo ufficiale usato dai papi stessi.
La sua interpretazione non acquistò notorietà fino al tempo della Rivoluzione francese. 
Dopo di allora alcuni protestanti affermarono che Vicarius Filii Dei era un titolo ufficiale del papa, dicendo anche che a volte tale titolo era apparso sulla tiara papale e/o su una sua mitra.

### La polemica anti-papale degli avventisti del settimo giorno
Nel 1866 Uriah Smith fu il primo a proporre l'interpretazione di Helwig alla Chiesa cristiana avventista del settimo giorno affermando, inoltre, che il titolo si trova iscritto su una "mitria" papale. Nel libro The United States in the Light of Prophecy (Gli Stati Uniti alla luce della Profezia), egli insistette con la seguente affermazione: «Il papa porta sulla sua corona pontificia, in lettere ingioiellate, questo titolo: "Vicarius Filii Dei", "Vice del Figlio di Dio"; il valore numerico di questo titolo è proprio seicentosessantasei. La più plausibile supposizione che abbiamo mai visto su questo punto è che qui troviamo il numero in questione. Esso è il numero della bestia, il papato; esso è il numero del suo nome, poiché egli lo adotta come suo titolo distintivo: esso è il numero d'uomo, poiché chi lo porta è "l'uomo del peccato".». Uriah Smith mantenne la sua interpretazione nelle varie edizioni di Thoughts on Daniel and Revelation (Insegnamenti su Daniele e Apocalisse), un testo molto influente nella Chiesa avventista.
Anche un altro importante e influente studioso avventista, J. N. Andrews, adottò questa stessa convinzione. 
Dato che la profetessa del movimento, Ellen Gould White, che pure inizialmente aveva manifestato una diversa interpretazione sul numero 666, sembrò approvare tacitamente questa tesi, essa si trasformò in un insegnamento tradizionale fra gli avventisti e solo recentemente la maggioranza degli avventisti sembra averla abbandonata grazie agli studi di Samuele Bacchiocchi, un professore di Storia ecclesiastica della principale università avventista: la Andrews University nel Michigan.

## La risposta cattolica
Gli apologeti cattolici risposero alle asserzioni protestanti facendo notare che Vicarius Filii Dei non è mai stato un titolo ufficiale del papa. Se, poi, fosse anche stato un titolo papale, ciò non basterebbe per associare il papa al numero della bestia; infatti, per esempio, anche il nome di Ellen Gould White, fondatrice degli avventisti, quando viene manipolato allo stesso modo fornisce lo stesso numero (ELLen GoVLD VVhIte 50+50+5+50+500+5+5+1=666).
Le affermazioni, secondo cui Vicarius Filii Dei sarebbe scritto su una tiara papale, vengono confutate semplicemente osservando che nessuna delle più di 20 tiare papali ancora in esistenza - incluse quelle in uso nel 1866, durante il regno di papa Pio IX, quando Uriah Smith fece la sua affermazione - ha alcuna iscrizione di questo tipo, né c'è alcuna evidenza che l'abbia avuta alcuna delle più antiche tiare papali, distrutte dall'invasione delle truppe francesi nel 1798.